# Бенгела (град)
Бенгѐла (на португалски: Benguela) е град в западна Ангола, на брега на Атлантическия океан. Разположен е на юг от столицата на страната Луанда и е административен център на провинция Бенгела. Градът е втори по известност в Ангола и се е самоопределил като културна столица на страната. Населението е над 155 000 души. Бенгела е бил открит през 1617 и е бил център на търговия с роби с Бразилия и Куба. През града минава една от най-големите железопътни линии в Ангола - железопътната линия Бенгела.